# Clasificación Integrada de Revistas Científicas
La Clasificación Integrada de Revistas Científicas (CIRC de forma acrónima) nace con el fin de generar un instrumento de medida común que sea utilizado por los grupos de investigación sobre bibliometría españoles facilitando realizar comparaciones y compartir información. 
Esta clasificación tiene como objetivo la elaboración de una clasificación de revistas científicas de Ciencias Sociales y Humanas, y se confecciona en función de la calidad, integrando los productos de evaluación existentes y considerados positivamente por las diferentes agencias de evaluación nacionales como CNEAI y ANECA. 
Se pretende asimismo que el modelo sea operativo y la clasificación resultante pueda ser integrada en sistemas de información científica para facilitar la construcción de indicadores bibliométricos destinados a la evaluación y descripción de los resultados de investigación de diversos agentes científicos como universidades, departamentos o investigadores. 
La clasificación resultante consta de cuatro grupos jerárquicos (gA, gB, gC, gD) en función de la visibilidad de las revistas y un quinto grupo de excelencia (gEx). La versión actual de CIRC se corresponde a la del año 2012, no se ha actualizado nuevamente, por lo que no se recomienda emplear CIRC para procesos evaluativos posteriores a 2012 ya que las revistas pueden haber cambiado su clasificación.

## Criterios de clasificación

### Grupo A
Integrado por las revistas científicas de mayor nivel. Pertenecerían al mismo las revistas internacionales de mayor prestigio que han superado procesos de evaluación muy exigentes para el ingreso en diferentes bases de datos.
- CRITERIO A1: Indexadas en Science citation index, Social sciences citation index o Arts & humanities citation index

- CRITERIO A2: Indexadas en las listas European reference index for the humanities (European Science Foundation) con un    calificación de INT1.

### Grupo B
Compuesto por revistas científicas españolas de calidad pero que no alcanzan un alto nivel de internacionalización aunque son revistas que reciben cierto grado de citación y que respetan los estándares de publicación. Asimismo forman parte de este grupo aquellas revistas científicas internacionales con un menor pero aceptable grado de prestigio y difusión.
- CRITERIO B1: Indexadas en el primer cuartil según promedio de citas de cualquiera de las categorías del  Índice de impacto de las        revistas españolas de ciencias sociales o del Índice  de impacto de las revistas españolas de ciencias jurídicas (Grupo EC3). Se toma         como referencia los  impactos acumulativos de los años 2005-2009.

- CRITERIO B2: Indexadas en DICE (Difusión de las revistas españolas de ciencias sociales y humanas) (Grupo EPUB)  y que cumplen con el requisito de  contar con evaluación por expertos  y además estar presentes en el Catálogo Latindex.

- CRITERIO B3. Indexadas en la base de datos  Scopus según su  List of titles catalogadas en  las categorías Social Sciences y Arts and Humanities

- CRITERIO B4. Indexadas en las listas European reference index for the humanities (ESF) con un calificación de INT2 o NAC

Para su elaboración se ha contado con la participación y el consenso de distintos expertos en bibliometría. EC3 (Universidad de Granada); Grupo EPUC ( CCHS.CSIC. ); Grupo ACUTE ( CCHS.CSIC. ); LEMI ( UC3M )

### Grupo C
Incluirían en este grupo las revistas científicas españolas de segundo orden que, o bien son poco citadas, o bien no cumplen con los estándares de publicación científica. También se incluyen las revistas internacionales de menor relevancia.
- CRITERIO C1. Indexadas en el segundo,  tercer o cuarto cuartil según promedio de citas de cualquiera de las categorías del Índice de impacto de las revistas españolas de ciencias sociales o del  Índice de impacto de las revistas españolas de ciencias jurídicas (Grupo EC3). Se toma como referencia los impactos acumulativos de los años 2005-2009.

- CRITERIO C2. Indexadas en  DICE (Difusión de las revistas españolas de  ciencias sociales y humanas) (Grupo EPUB) pero sin cumplir con el requisito de contar con evaluación por expertos.

- CRITERIO C3. Indexadas en el Catálogo Latindex.

### Grupo D
Este último grupo estaría conformado por todas aquellas publicaciones no incluidas en ninguna de las categorías anteriores y, por tanto, con un dudoso estatus científico.
- CRITERIO D1. Cualquier revista que no está indexada en alguno de los productos reseñados anteriormente.

### Grupo Excelencia
Integrado por las revistas con mayor grado de impacto científico, entendiendo como tales las posicionadas en el primer cuartil de los rankings internacionales de citación.
- CRITERIO EX1. Para ciencias sociales: revistas indexadas en el primer cuartil según el Impact factor de cualquiera de las categorías del Journal citation reports (Thomson Reuters).

- CRITERIO EX2. Para ciencias humanas: revistas indexadas en el primer cuartil Scimago journal rank (SJR, Elsevier) en las áreas arts & humanities y que están al mismo tiempo o bien en el A&HCI o bien en ERIH clasificadas como A.